# Тищенко, Анатолий Петрович
Анато́лий Петро́вич Ти́щенко (род. 22 августа 1943, Таганрог) — советский гребец-байдарочник, выступал за сборную СССР в конце 1960-х — начале 1970-х годов. Дважды чемпион мира, дважды чемпион Европы, девятикратный чемпион всесоюзного первенства, победитель регат республиканского и международного значения. На соревнованиях представлял спортивное общество «Спартак», заслуженный мастер спорта СССР (1969). Также известен как тренер и преподаватель.

## Биография
Анатолий Тищенко родился 22 августа 1943 года в Таганроге, Ростовская область. Учился в средней общеобразовательной школе № 12, по окончании седьмого класса продолжил обучение в ремесленном училище № 2 по специальности «столяр-краснодеревщик», впоследствии в период 1960—1966 по профессии работал на таганрогском мебельном комбинате. Активно заниматься греблей начал в возрасте семнадцати лет, сначала проходил подготовку в таганрогской гребной команде добровольного спортивного общества «Трудовые резервы», с 1964 года состоял в «Спартаке». Первого серьёзного успеха добился в 1966 году, когда на взрослом всесоюзном первенстве с одиночной байдаркой завоевал золотую медаль в эстафете 4 × 500 м. Год спустя стал чемпионом среди одиночек на полукилометровой дистанции и, попав в основной состав советской национальной сборной, побывал на чемпионате Европы в немецком Дуйсбурге, откуда привёз две награды бронзового достоинства, выигранные на пятистах метрах и в эстафете.
На чемпионате Советского Союза 1968 года Тищенко добыл золото в эстафетной гонке, тогда как в следующем 1969 году добился чемпионского титула сразу в трёх дисциплинах: на километровой дистанции, полукилометровой и в эстафете. Позже на европейском первенстве в Москве трижды попал в число призёров, в том числе два раза поднимался на верхнюю ступень пьедестала, в заплывах на пятьсот метров и в эстафете. За эти достижения по итогам сезона удостоен почётного звания «Заслуженный мастер спорта СССР».
В 1970 году Тищенко вновь стал чемпионом всесоюзного первенства среди байдарок-одиночек на дистанции 500 метров и в эстафете. Благодаря череде удачных выступлений удостоился права защищать честь страны на чемпионате мира в Копенгагене, в тех же дисциплинах, что и на чемпионате СССР, завоевал две золотые медали. Год спустя съездил на чемпионат мира в югославский Белград, где сумел выиграть бронзу эстафетной программы. Последнего значимого результата добился в сезоне 1972 года, когда в пятый раз выиграл золото на эстафете всесоюзного первенства, став, таким образом, девятикратным чемпионом Советского Союза. Вскоре после этих соревнований принял решение завершить карьеру спортсмена, уступив место в сборной молодым советским гребцам.
После завершения спортивной карьеры окончил Государственный центральный институт физической культуры (ныне Российский государственный университет физической культуры, спорта, молодёжи и туризма) и начиная с 1973 года работал тренером-преподавателем в специализированной детско-юношеской школе олимпийского резерва № 3 в городе Таганроге. За долгие годы подготовил многих талантливых гребцов, в том числе его учениками были многократный чемпион мира Сергей Суперата, бронзовый призёр Олимпийских игр и многократный чемпион мира Анатолий Тищенко (сын), обладательница Кубка мира Ольга Тищенко (дочь). В 1982 году признан заслуженным тренером СССР, в 1991-м — заслуженным тренером России. Награждён орденом Трудового Красного Знамени и орденом Дружбы народов (1985), является почётным жителем Таганрога (2001).